# Andrena duboisi
Andrena duboisi là một loài Hymenoptera trong họ Andrenidae. Loài này được Timberlake mô tả khoa học năm 1951.